# Жан Орлеански-Ангулем
Жан Орлеански-Ангулем (на френски: Jean d'Orléans, comte d'Angoulême; * 26 юни 1399 или 1400, Кралство Франция; † 30 април 1467, Коняк, пак там) е граф на Ангулем и от 23 ноември 1407 г. до смъртта си, както и граф на Перигор.

## Произход
Жан е по-малкият син на херцога на Орлеан Луи I Орлеански (* 1372, † 1407) и неговата съпруга Валентина Висконти (* 1371, † 1408). Внук е на френския крал Шарл V Мъдри и по-малък брат на известния френски поет – херцог Шарл Орлеански (баща на крал Луи XII). Жан е дядо на краля на Франция Франсоа I. Има двама братя и една сестра:
- Шарл (* 1394 † 1465), херцог на Орлеан, поет
- Филип (* 1396 † 1420), граф на Вертю
- Маргарита (* 1406 † 1466), графиня на Вертю, съпруга на Ришар Бретански

Има и един полубрат от извънбрачна връзка на баща си.

## Биография

### Заложник в Англия
През 1412 г. 13-годишният Жан, е предаден за заложник на англичаните. Заради сблъсъците между арманяци и бургундци, английският съюз е решаващ и двата лагера не се поколебават да го потърсят. Това правят привържениците на Шарл Орлеански през пролетта, преди да подпишат примирие през август, което предвижда двете страни да се откажат от всякакво споразумение с англичаните. Английските войски обаче отказват да се върнат у дома без удобна компенсация от порядъка на 150 000, а след това скоро 210 000 екю – сума, която арманяците се задължават да им платят с договора от Бузансе на 14 ноември. Но тъй като не успяват да съберат тази сума незабавно, те гарантирт по-късното ѝ плащане, като предоставят на англичаните шестима заложници в антуража на Шарл Орлеански, включително по-малкия му брат Жан.
След битката при Аженкур през 1415 г. е пленен и по-големия му брат се присъединява към него, за да сподели не само пленничеството, но и интереса към литературата. Всъщност Жан живее 33 години в Англия в средата на книги, оценява четенето и прави коментари. Той не се колебае да заплаща преписи, за да обогати личната си библиотека. Известно е, че той прави копие, което сега се съхранява в Националната библиотека на „Келтърбърийски разкази“ на Джефри Чосър, което той взема със себе си при освобождаването му. Това се знае, тъй като книгата е описана при инвентаризация на имуществото му, извършено след смъртта му. Това е и първият препис на тази книга, който прекосява Ламанша, което показва как обменът на заложници допринася за културното разпространение на книги в Европа.

### Освобождаване
След освобождаването си (което се случва едва през 1441 г.), Жан се бие под заповедите на своя полубрат Жан дьо Дюноа в Гиен през 1451 г. и помага за прогонването на англичаните.
Междувременно, на 31 август 1449 г., се жени за Маргарита дьо Роан, дъщеря на Ален IX, виконт на Рохан, и Маргарита Бретансла, господарка на Гилак. От този съюз са родени три деца.

### Смърт и погребение
Жан Добрият умира на 67-68-годишна възраст през 1467 г. и е погребан в катедралата „Свети Петър“ в Ангулем при съпругата си и сина си Шарл. През 1876 г. му е направена скулптура от Гюстав-Луи Годран за пл. „Жирар II“ пред катедралата. Тленните му останки, както и тези на сина му са намерени там и са изследвани през 2011 г. Те са погребани отново в катедралата на 15 февруари 2015 г. по време на церемония, председателствана от архиепископ Клод Дажан. Черепът му е обезобразен от хугенотите.

## Брак и потомство
∞ 31 август 1449 за Маргарита дьо Роан († 1496, замък на Коняк), дъщеря на виконта на Роан Ален IX и на Маргарита Бретанска, от която има двама сина и една дъщеря:
- Луи Орлеански-Ангулем (* ок. 1455, † 1458, замък Бутвил)
- Шарл Орлеански-Ангулем (* 1459, † 1496), граф на Ангулем, баща на краля на Франция, Франсоа I
- Жана Орлеанска-Ангулем (* 1462, † 1520), ∞ за Шарл-Франсоа дьо Койотиви, граф на Taillebourg

- Жан II със съпругата си Маргьорит дьо Роан
- Шарл,
син

Има и един извънбрачен син:
- Жан дьо Валоа Извънбрачни Ангулем, узаконен през 1458 г.